# Акваландия

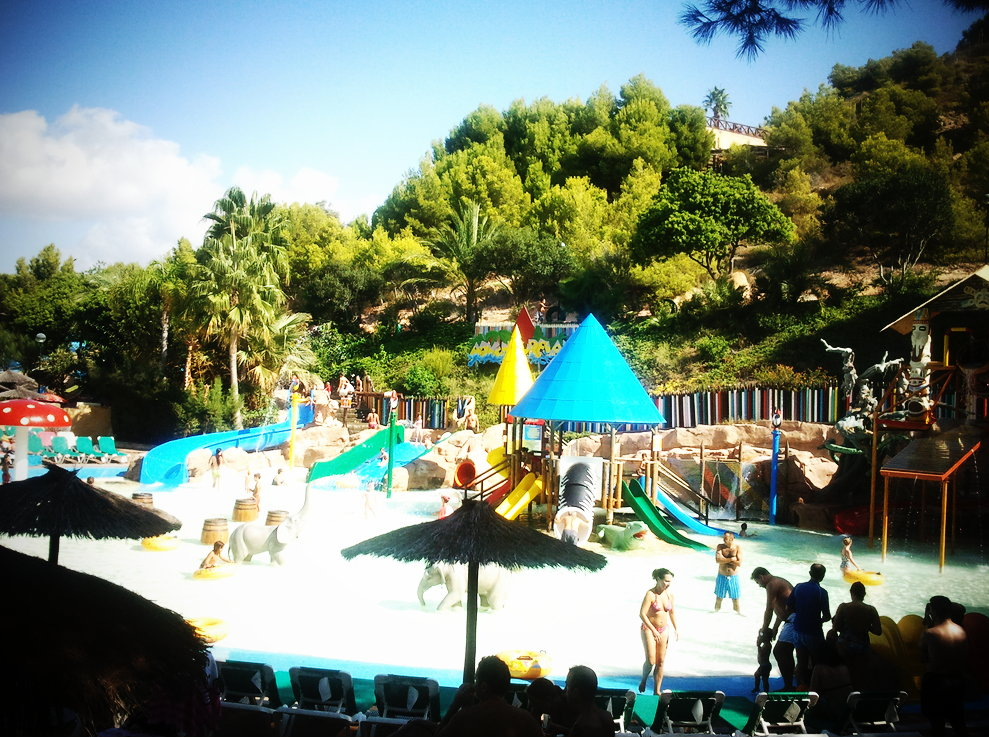
Акваландия

Акваландия (кат. Acualandia) — аквапарк, самый большой парк водных аттракционов на Коста-Бланке. Находится в г. Бенидорме, провинции Аликанте (Валенсия, Испания).
Является одним из самых больших водных парков в Испании. Рядом расположен парк морских животных Мундомар.
Открыт в 1985 году и являлся крупнейшим аквапарком Европы до открытия Siam Park в Коста Адехе на о. Тенерифе (Канарские острова).
Акваландия занимает площадь около 150 000 м², ещё 50 000 м² отведены под бесплатную парковку. Здесь работают более 20 аттракционов, предназначенных для любой категории отдыхающих. Большой бассейн с искусственными волнами, круговой канал и два джакузи для посетителей.
Аттракционы снабжаются водой непосредственно из океана, из которой удалят избыток морской соли и хлорируют.
На территории Акваландии имеются также просторные парковые зоны, засаженные типичными растениями средиземноморского побережья Испании. Имеются дополнительные сервисные службы: площадка для проведения пикника, рестораны быстрого питания, магазин сувениров, фотомастерские, банкоматы, камеры хранения, прокат лежаков и надувных матрацев.